# Krishnanagar
Krishnanagar (en bengalí: কৃষ্ণনগর ) es una ciudad de la India, centro administrativo del distrito de Nadia, en el estado de Bengala Occidental.

## Geografía
Se encuentra a una altitud de 18 m s. n. m. a 114 km de la capital estatal, Calcuta, en la zona horaria UTC +5:30.

## Demografía
Según estimación 2010 contaba con una población de 153 774 habitantes.